# Aielo de Malferit
Aielo de Malferit és un municipi del País Valencià a la comarca de la Vall d'Albaida.

## Situació geogràfica
Es troba a la comarca de la Vall d'Albaida a 74 km de la capital (València).
Amb una altitud de 281 metres sobre la mar, però amb pics propers de fins a 724 (l'Eixea) a la serra Grossa, disposa de diferents rutes d'excursions, caminant fins a la Solana, per la vora del riu Clariano i cap a la Serratella on es troben les coves de la Fos i Blanca.
Des de València, s'accedix a la localitat per la A-7 i després per l'eixida 640, agafant la CV-40 a l'altura de L'Alcúdia de Crespins. Localitats limítrofes: Vallada, Montesa, Canals, Ontinyent, Agullent, Albaida, i L'Olleria, totes elles en la província de València.

## Història
Amb la conquesta aragonesa es troba el primer document escrit sobre Aielo: el Llibre del Repartiment, que documenta en l'any 1248 la concessió, per part de Jaume I, de les terres de les alqueries de Cayren, Pursonex, Ayello, Zihueva i Hafif als senyors P. A. Vacher i a R. Gallach, restant sotmeses a règim de vassallatge. Possiblement aquells senyors deixaren les terres en una data incerta.
En 1445 els senyors de Malferit prenen possessió sota el privilegi concedit per Alfons V el Magnànim. Així els Malferit prenen per a ells i els seus successors tota la jurisdicció civil i criminal del lloc d'Aielo. Llavors ja destacava el lloc d'Aielo i les altres alqueries perden importància; la concentració de la població va donant-se cap al sud del terme, segurament per la major disponibilitat de recursos hídrics (prop del riu Clariano i l'Horta Vella). La població era morisca i el 1563, en compliment de la pragmàtica de Felip II s'ordena un desarmament general dels habitants procedint-se també a registrar totes les cases del lloc (73). En 1609 es va dictar l'Ordre General d'Expulsió dels moriscos, i el poble va quedar deshabitat. És per açò que Lucas de Malferit redacta la Carta Pobla (1611) restablint-se la relació sociofeudal del camperol amb el senyor en unes condicions molt dures.
Els plets contra el Marquès de Malferit per part dels veïns van ser nombrosos i llargs, sobretot els de 1792 i 1800 enfront de Salvador Roca i Pertusa que pràcticament resultaren infructuosos en gran part dels seus objectius. Amb el decret d'abolició dels senyorius (1811) es deixen de pagar rendes als senyors, s'eliminen regalies, però açò va durar poc, fins a l'arribada de Ferran VII al poder. El 1837, amb la nova Constitució liberal on es recullen drets abolicionistes, se seguixen sentències entre Ajuntament i senyor arribant al 1858 en què es declara al poble d'Aielo de Malferit i el seu terme restituïts per la classe dels lliures igual que els altres pobles de reialenc.

## Economia
Als anys 1960, Aielo s'incorpora a la dinàmica comarcal del tèxtil. Hui es poden trobar empreses de tèxtil per a la llar, brodats i mantes. Un altre sector industrial és el vidre on fan articles de decoració, ampolles, gots, etc. Altres sectors que diversifiquen l'economia local són: el plàstic, el moble i l'artesania de vímet. L'agricultura ha anat perdent pes al llarg dels darrers 25 anys. En l'actualitat Aielo és el principal productor de viver de vinya. Els fruiters, principalment l'albercoc, la vara i barbats són els cultius predominants al terme junt amb els ametlers i les oliveres.
La tradició alcoholera es remunta al segle xviii i hui encara es compta amb una destil·leria artesana de les més antigues de l'Estat amb 120 anys d'existència (Destilerias Ayelo), a banda de ser proveïdors de la Casa Reial.

## Demografia
Els seus habitants són coneguts genuïnament, formal i autòctona per aieloners, encara que el nom d'aielins també s'ha fet servir més rarament. Demogràficament la població presenta un lent creixement. A mitjans del segle xvii, després de l'expulsió morisca es calculaven uns 364 veïns, a principis del segle xviii amb l'expansió demogràfica hi contava 900, i a finals d'este segle arriba als 1989. El 1850 es calculaven uns 2700 habitants i el 1900 sols hi havia 2883, baixant la xifra a 2595 el 1940. Actualment el comportament demogràfic d'Aielo es caracteritza per l'estabilitat amb un lleuger creixement.
Pel que fa a l'evolució urbana. Aielo ha crescut significativament des dels anys 50 del segle xx, seguint una evolució des del nucli antic del Fondo, fins a arribar a la carretera C-3316 i cap al Nord. El resultat mostra un traçat ordenat i dominat per un aspecte general ortogonal, producte d'una planificació controlada que probablement començarà en els anys 20 amb els plans d'ordenació i eixample.
Actualment Aielo de Malferit té 4.724 habitants (INE 2016). El 9,15% de la seua població empadronada en el 2006 era de nacionalitat estrangera, principalment romanesa.
| Població | 2.513 | 2.746 | 2.883 | 2.895 | 2.840 | 2.695 | 2.595 | 2.823 | 3.085 | 3.156 | 3.549 | 3.766 | 3.924 | 4.155 | 4.502 | 4.638 | 4.724 |

## Política i govern

### Composició de la Corporació Municipal
El Ple de l'Ajuntament està format per 11 regidors. En les eleccions municipals de 26 de maig de 2019 foren elegits 5 regidors del Partit Socialista del País Valencià (PSPV-PSOE), 5 del Partit Popular (PP) i 1 de Compromís per Aielo de Malferit (Compromís).
| Eleccions municipals de 26 de maig de 2019 - Aielo de Malferit                                                                         |                                          |                                     |                                     |        |          |          |
| Candidatura | Candidatura                              | Candidatura                         | Cap de llista                       | Vots   | Vots     | Regidors |
| | Partit Popular                           |                                     | José Luis Juan Pinter               | 1.412  | 48,14%   | 5 (-1)   |
| | Partit Socialista del País Valencià-PSOE |                                     | Juan Rafael Espí Mompó              | 1.256  | 42,82%   | 5 ()     |
| | Compromís per Aielo de Malferit          |                                     | Enrique Espí Ibáñez                 | 253    | 8,59%    | 1 (+1)   |
| | Vots en blanc                            |                                     |                                     | 13     | 0,44%    |          |
| Total vots vàlids i regidors | Total vots vàlids i regidors             | Total vots vàlids i regidors        | Total vots vàlids i regidors        | 2.934  | 100 %    | 11       |
| | Vots nuls                                | Vots nuls                           | Vots nuls                           | 54     | 1,84%    |          |
| Participació (vots vàlids més nuls) | Participació (vots vàlids més nuls)      | Participació (vots vàlids més nuls) | Participació (vots vàlids més nuls) | 2.988  | 87,27%** |          |
| Abstenció | Abstenció                                | Abstenció                           | Abstenció                           | 436*   | 12,73%** |          |
| Total cens electoral | Total cens electoral                     | Total cens electoral                | Total cens electoral                | 3.424* | 100 %**  |          |
| Alcalde: Juan Rafael Espí Mompó (PSPV) (15/06/2019) Per majoria absoluta dels vots dels regidors (6 vots: 5 de PSPV i 1 de Compromís.) |                                          |                                     |                                     |        |          |          |
| Fonts: JEC, JEZ Ontinyent, M. Interior, Periòdic Ara. (* No són vots sinó electors. ** Percentatge respecte del cens electoral.)       |                                          |                                     |                                     |        |          |          |

### Alcaldes
Des de 2019 l'alcalde d'Aielo de Malferit és Juan Rafael Espí Mompó de PSPV.
| Període                       | Alcalde o alcaldessa     | Partit polític | Data de possessió | Observacions |
| ----------------------------- | ------------------------ | -------------- | ----------------- | ------------ |
| 1979–1983                     | Francisco Barber Barber  | AEAD           | 19/04/1979        | --           |
| 1983–1987                     | Juan Bravo Escuriet      | PSPV-PSOE      | 28/05/1983        | --           |
| 1987–1991                     | Juan Bravo Escuriet      | PSPV-PSOE      | 30/06/1987        | --           |
| 1991–1995                     | Juan Bravo Escuriet      | PSPV-PSOE      | 15/06/1991        | --           |
| 1995–1999                     | Francesc Martí Barber    | PSPV-PSOE      | 17/06/1995        | --           |
| 1999–2003                     | Francesc Martí Barber    | PSPV-PSOE      | 03/07/1999        | --           |
| 2003–2007                     | Cristina Mira Malchirant | PSPV-PSOE      | 14/06/2003        | --           |
| 2007–2011                     | José Luis Juan Pinter    | PP             | 16/06/2007        | --           |
| 2011–2015                     | José Luis Juan Pinter    | PP             | 11/06/2011        | --           |
| 2015–2019                     | José Luis Juan Pinter    | PP             | 13/06/2015        | --           |
| 2019-2023                     | Juan Rafael Espí Mompó   | PSPV-PSOE      | 15/06/2019        | --           |
| Des de 2023                   | n/d                      | n/d            | 17/06/2023        | --           |
| Fonts: Generalitat Valenciana |                          |                |                   |              |

## Monuments

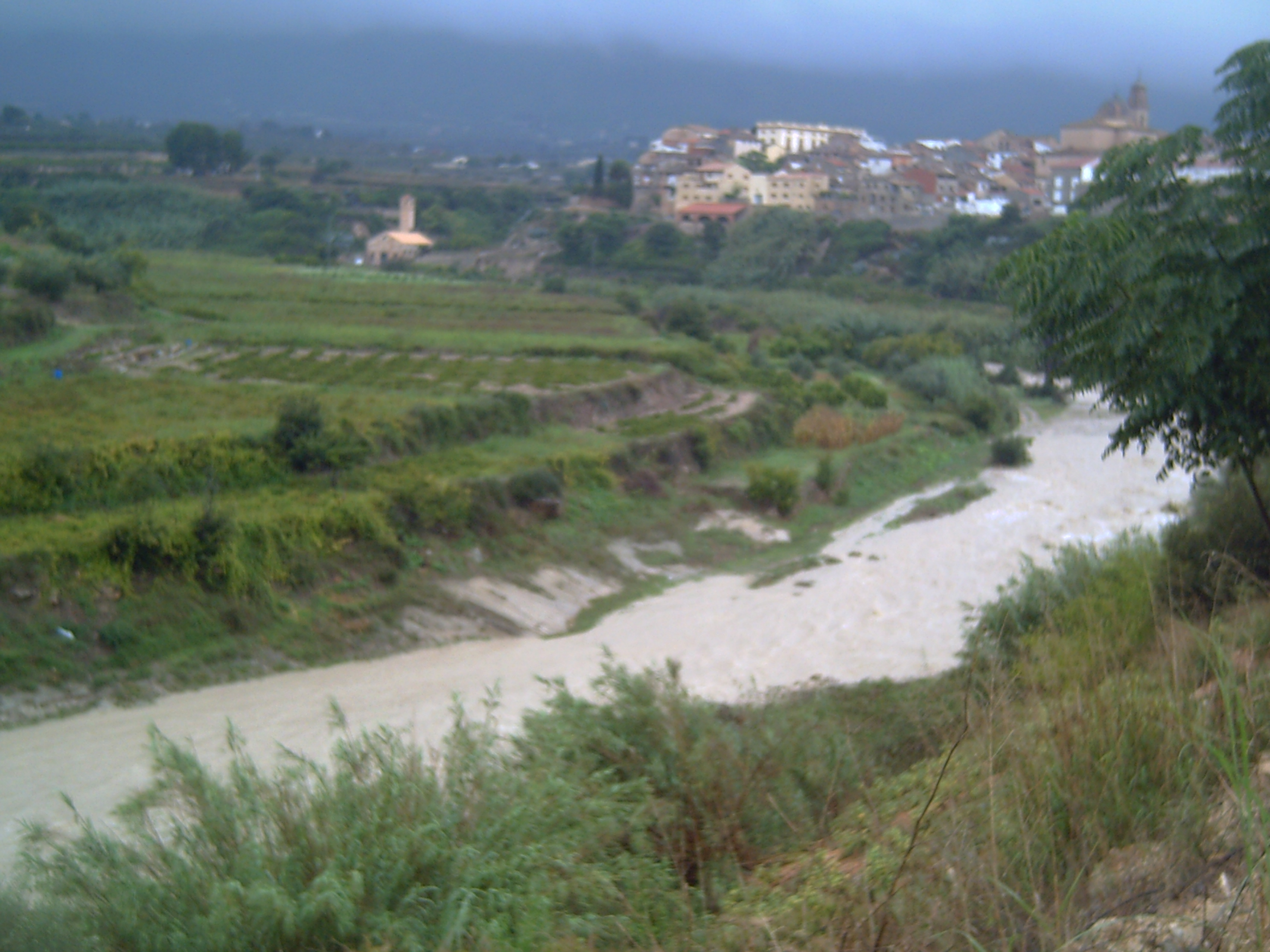
Vista de la vall fluvial del riu Clariano al seu pas pel sud de la localitat entre les hortes. Al fons, el nucli antic de la polació. Imatge pertanyent a la riuada de l'octubre del 2007.

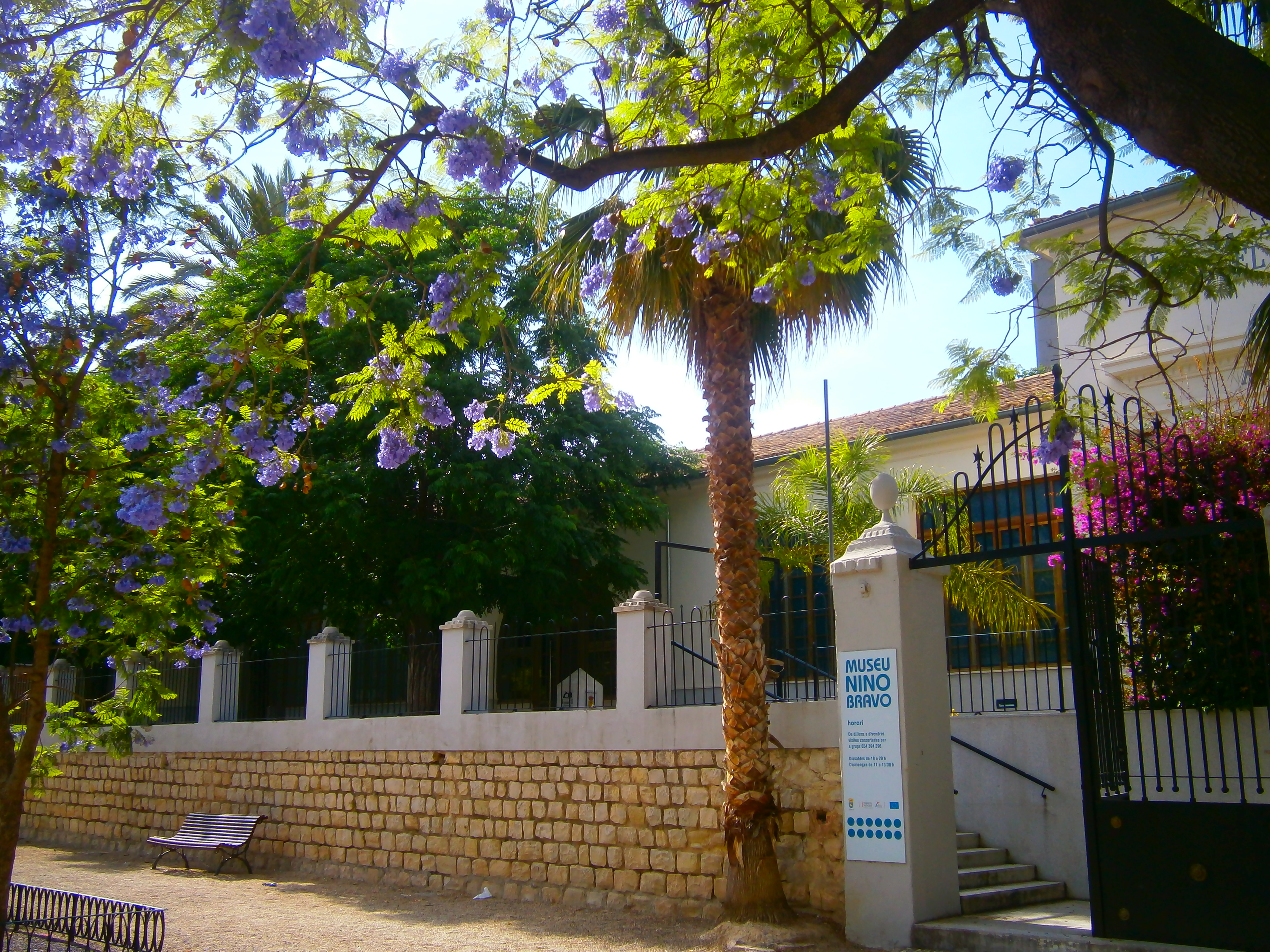
Museu Nino Bravo

### Monuments religiosos
- Església Parroquial de Sant Pere Apòstol (segle xviii). Alberga la imatge del patró local: El Santíssim Crist de la Pobresa.
- Ermita de Sant Joaquim. Calvari i ermita del segle xviii, el conjunt inclou els xiprers i casetes del calvari amb les seues estacions o passos. Alberga la imatge de sant Joaquim i santa Anna, a més de la del segon patró local, Sant Engraci Màrtir. Ha patit una última restauració formant part ja de la part oest del poble.

### Monuments civils
- Castell del Marqués de Malferit. Actualment és seu de l'Ajuntament.
- Jardins de l'Eixample. Emblemàtic i històric parc local de 150 anys. Situat al centre de la localitat, fent nexe d'unió entre la part antiga i nova de la localitat. Antigament era un hort privat.
- Portal del Carme. Antiga porta d'accés a la vila on es troba la imatge de la Verge del Carme en una balconada en la segona planta.
- Escoles Velles. Actualment conté diverses dependències municipals i culturals.
- Hospital Beneficència (segle xix) que funcionava com Hospital Benèfic. Actualment, centre de dia restaurat. A més funciona com àrea cultural i d'oci.
- Biblioteca Municipal.
- Trinquet Municipal al carrer Sants de la Pedra.
- Museu de la Història d'Aielo de Malferit (2015) localitzat al Palau de Malferit.
- Museu de Nino Bravo (2006). Situat a les Escoles Velles.
- Museu de la Ceràmica d'Elvira Aparicio (2015) localitzat al Palau de Malferit.
- Museu local de la Història de l'Oli. Antiga cooperativa reformada al carrer Reverend Rafael Juan Vidal.
- Fàbrica artesanal de Licors (1880) fundada per Bautista Aparici, Ricardo Sanz i Enrique Ortiz. Marca referent de la localitat, actualment en ple funcionament al costat de la plaça del Palau.
- Central Hidroelèctrica. Edifici restaurat que usava el sistema de regadiu per crear energia i localitzada al costat del pont i les fonts d'Allà Baix. De les més antigues de la Comunitat Valenciana, actualment amb funcions culturals.
- Creu de la Serratella. Actualment recuperada i forma part de la xarxa de senders i rutes locals.
- La Barceloneta. Emblemàtic parc amb diverses terrasses fluvials localitzat el barri del Raval, a la part oest de la localitat. Actualment condicionat.
- Antiga Alcoholera. En procés de restauració de l'edifici tocant al parc del Mirador al Clariano.
- Pont d'Allà Baix. Del segle xvi, està situat a la vall fluvial del sud del nucli antic. Era l'antiga entrada al poble i el camí vell d'Ontinyent des de la Serratella. El 12 de setembre de 2019, una riuada del riu Clariano, provocada per les pluges intenses en un context de DANA o gota freda, va arrasar el pont i el feu desaparéixer.[7]
- Pont de l'Arcà, aqüeducte d'un sol arc i emblema d'Aielo, situat en l'estret del riu Clariano. Va ser dissenyat i construït en el segle xviii, en l'època del marquesat, amb la col·laboració de tots els veïns de la localitat. Des de llavors ha patit diverses reconstruccions i restauracions. Actualment forma part del sistema de regadiu de la Séquia Ampla.
- Molí. Conté les ruïnes de l'antiga ruta dels molins fluvials del riu Clariano. Situat el paratge a les faldes de la Serra Serratella, al sud de la localitat.
- Séquia Ampla. Antic sistema quilomètric de regadiu dels cultius de les hortes sud del terme local. En ple funcionament tradicional i servix, a més, com a sender.

## Festes
El poble d'Aielo de Malferit s'engalana i celebra les seues festes del 5 al 8 d'agost, encara que dies abans ja es respira un ambient festiu amb actes com: l'Alardo, la nit de paelles, el cant d'aficionats, les vaquetes al carrer, etc.
Les festes comencen el dia 5 d'agost al migdia amb l'Entrada de Bandes de Música i a la vesprada el gran esdeveniment de l'Entrada de Moros i Cristians en la que tots, festers i festeres, amb vestits de vistosos colorits i gran bellesa, avancen pel carrer al compàs de la Música festera. L'endemà continua amb la Diana i la Missa al Patró, el Crist de la Pobresa. De vesprada la processó. Durant la nit, les Ambaixades on el bàndol moro prendrà el Castell que més tard recuperarà el bàndol cristià. El tercer dia començarà amb la pujada de tots els festers i festeres a l'ermita del Calvari per esmorzar i traslladar la imatge de Sant Engraci Màrtir a l'església. Després la Missa major. De vesprada la processó i la missa als difunts que dona per acabades les festes.

## Gastronomia
Aielo de Malferit és un poble d'arrossos, és típica la "cassola" d'arròs al forn, que podrà ser amb fesols i naps, o en parteta o creïlles. També la paella de col o arròs caldós amb les seues variants: amb bledes o amb fesols i naps: els famosos naps de l'Horta d'Aielo. En estiu es poden menjar albercocs del terreny, bresquilles i melons. Els dolços són en funció de la temporada. En festes del Crist (agost) carquinyols i coquetes de sagí, a Tots Sants cofafes d'ametla i coques cristines, en Nadal pastissets de moniato. A Sant Blai, rotllets d'anís i a Pasqua pa socarrat, que també es cou tots els divendres com a costum. Després de menjar podem prendre una copeta de "Nuez de Cola-Coca" amb propietats medicinals reconegudes des del segle passat. A l'estiu, i per a refrescar de la calor, es pot prendre un llimonet o un canari (un barrejat de llimó i cassalla).

## Personatges il·lustres

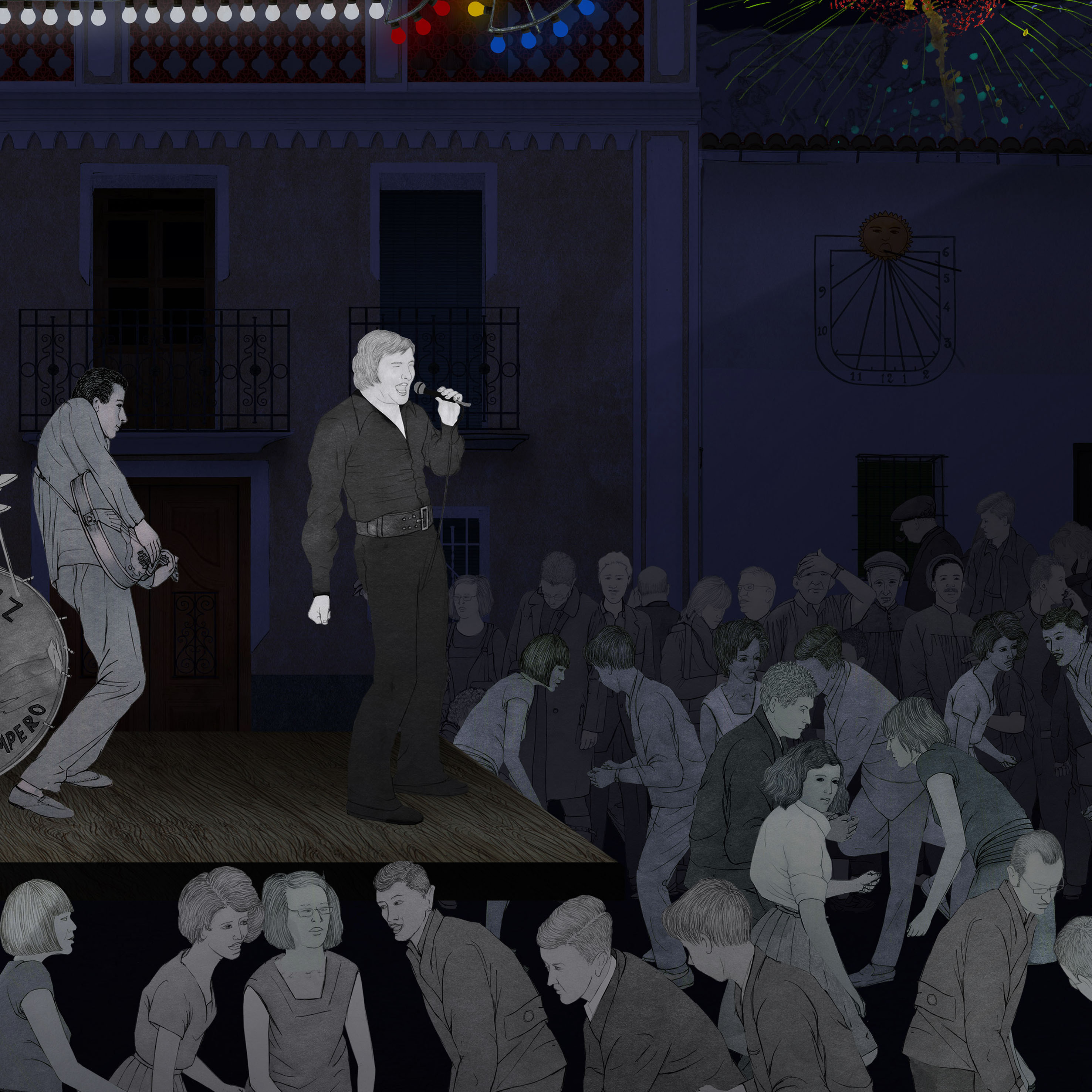
Imatge del Museu Valencià d'Etnologia representant a Nino Bravo actuant a unes festes de poble.

- Pere Aparici i Ortiz (1762-1829), jurista i polític valencià, va exercir com a advocat dels Reials Consells del Col·legi de València i com a Relator a la Reial Audiència de València.
- Hilario Martínez (1905-1983), boxejador, campió d'Espanya en 1923 i 1934.
- Maria Àngels Belda Soler (1906-1990), cronista oficial d'Aielo de Malferit, va ser una de les primeres dones a València que es va incorporar als estudis superiors.[8]
- Nino Bravo (1944-1973), cèlebre cantant, va nàixer a Aielo i hi va viure els seus primers anys fins que la seua família es traslladà a la ciutat de València. Actualment el Museu en honor del cantant s'ha traslladat des de la casa familiar al poble a les Escoles Velles de l'Eixample.
- Llorenç Barber i Colomer (1948-) és un compositor, instrumentista i musicòleg aieloner de renom internacional i que des de 1972 residix a Madrid. Entre els seus mèrits hi ha el fet d'haver dirigit, entre el 1979 i el 1984, l'aula de música de la Universitat Complutense. Tres anys més tard (i fins al 1990) va col·laborar amb el programa "El Mirador" de Televisió Espanyola. De 1990 a 1994 va ser professor de l'Institut d'Estètica de Madrid i, a més, des de 1992 dirigix el "Paral·lel Madrid" (sèrie de concerts del Cercle de Belles Arts). Des de 1998 organitza les "Nits d'Aielo i Art", un festival celebrat a la Aielo que té un caràcter anual i que es dedica a l'art experimental.
- Rafael Barber Rodríguez (1980-), jugador de futbol retirat, va jugar entre altres equips en el Recreativo de Huelva i el Xerez CD.
- Ivana Andrés Sanz (1994-), jugadora de futbol, actualment al València CF femení.